# Willi Ossenkopf
Willi Ossenkopf (* 23. Februar 1899 in Schlewecke; † 12. Juli 1966 in Wolfsburg) war ein deutscher Politiker (SPD).

## Leben
Nach dem Besuch der Volksschule absolvierte Ossenkopf eine kaufmännische Lehre. Von 1917 bis 1918 nahm er am Ersten Weltkrieg teil und kehrte schwer verwundet zurück. Wegen seiner Verletzung war er für den Beruf als Verkäufer nicht mehr tauglich und ließ sich daher zum Schuhmacher umschulen. Nebenbei begann er sich politisch zu betätigen. 
Im Jahr 1919 trat er der SPD bei und 1925 wurde er in den Gemeinderat gewählt. Er wurde später Bürgermeister in Schlewecke, bis er 1933 von diesem Amt zurücktreten musste. Danach arbeitete er als selbständiger Schuhmacher. Während der Zeit des Nationalsozialismus hatte er unter Hausdurchsuchungen und Boykott zu leiden. Nach deren Ende 1945 wurde er wieder als Bürgermeister eingesetzt. Ab 1945 war er Kreistagsabgeordneter und im Jahr darauf einstimmig zum Landrat des Kreises Wolfenbüttel gewählt. Vom 21. Februar 1946 bis zum 21. November 1946 war er Mitglied des Ernannten Braunschweigischen Landtages. In der ersten Wahlperiode des Landtags von Niedersachsen gehörte er diesem an.